# Schloss Riedegg

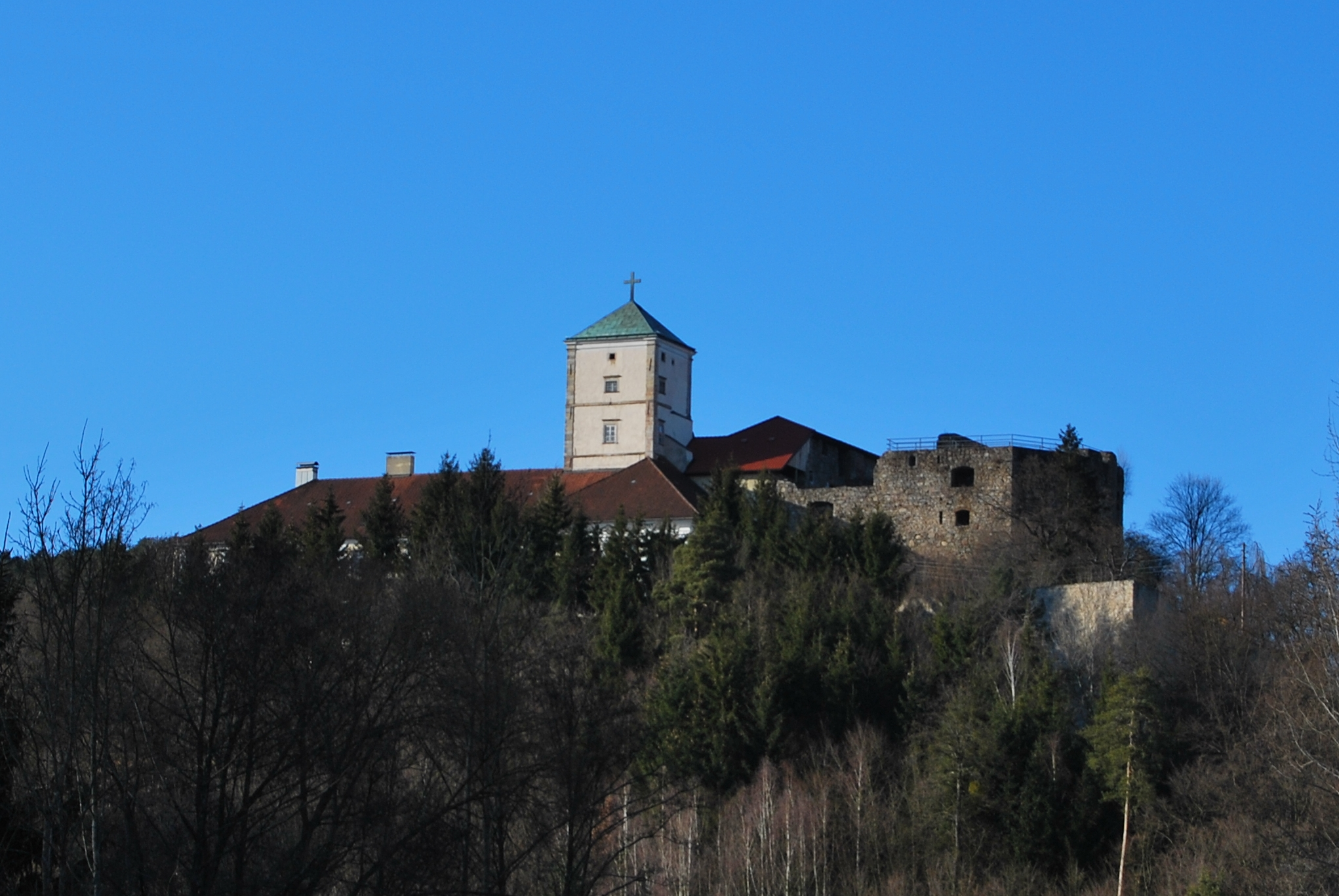
Schloss Riedegg mit Burgruine Riedegg

Das Schloss Riedegg ist eine Schlossanlage in Oberösterreich und liegt in der Gemeinde Alberndorf im Mühlviertel, nördlich der Gemeindegrenze zu Gallneukirchen (Riedegg 1). Neben dem Schloss Riedegg befindet sich der erstmals um 1150 erwähnte Vorgängerbau, die Burg Riedegg. Diese wurde im 17. Jahrhundert zum heutigen Schloss umgebaut. Von 1936 bis 2015 befand sich das Schloss im Besitz der Missionare von Mariannhill, die es zu einem Bildungshaus machten. Im Schloss ist ein Afrikamuseum untergebracht. Das Gebäude steht unter Denkmalschutz (Listeneintrag).

## Geschichte

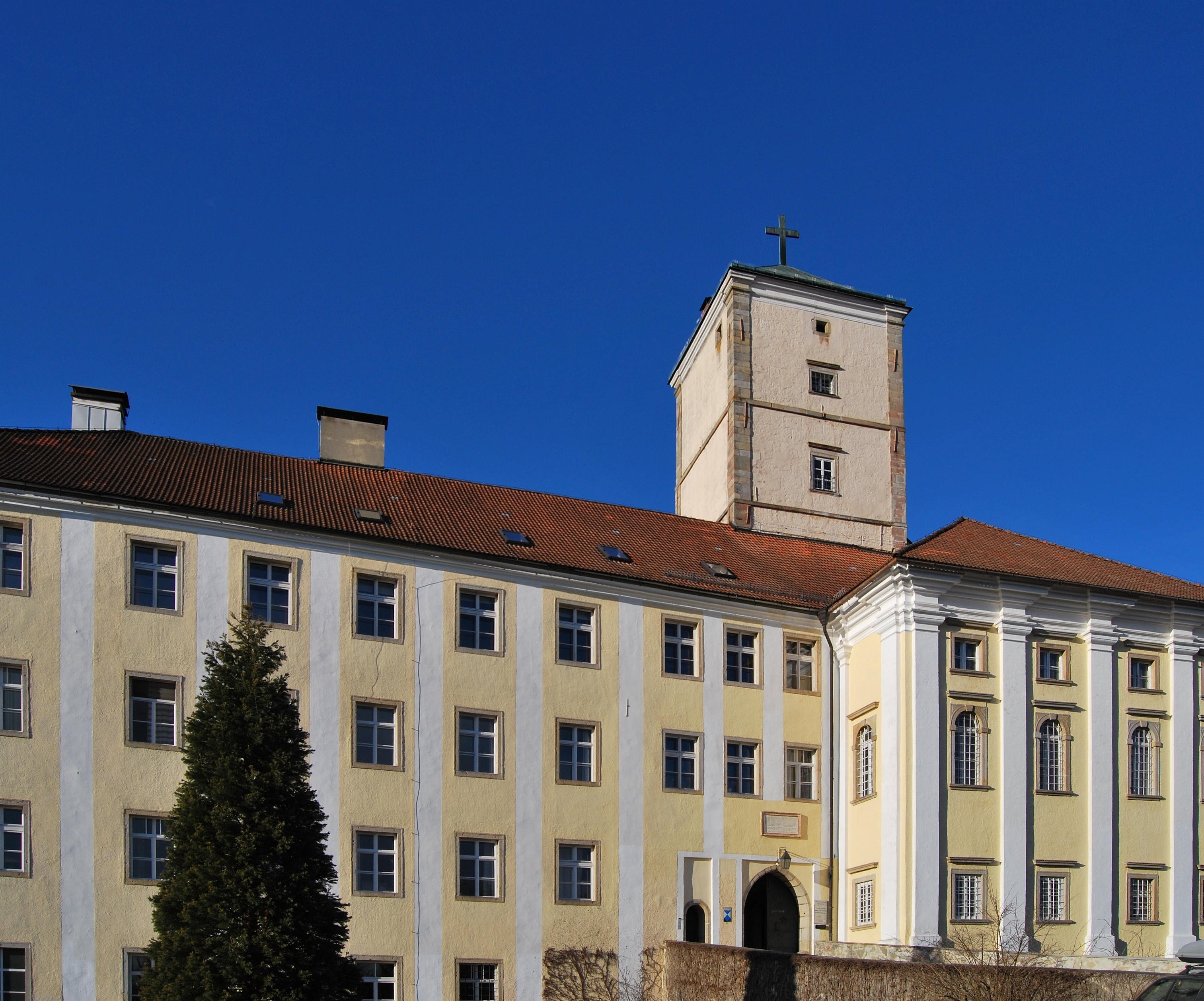
Schloss Riedegg Südansicht

Die sich damals im Besitz von Erasmus von Starhemberg befindliche Burg Riedegg wurde im Jahr 1529 wurde mithilfe türkischer Gefangener zum Schloss umgebaut. 1593 kam das Schloss an Reichard von Starhemberg. Laut einer Inschrift wurde das Schloss 1609 unter Reichard nach einem Brand komplett neu errichtet und der Vorgängerbau dem Verfall überlassen. Die Inschrift oberhalb des Eingangsportals lautet:

„Sei gegrüßt, oh Fremder. Dieses Ahnenschloss, über dem seines alten hölzernen Baues wegen, gleichsam wie bei einem Vulkan, stets die Gefahr des Feuers schwebte und dem es auch an Wohnräumen mangelte, errichtete neu - nicht so sehr zum Gedenken an sich und seine Nachkommen als zu Deinem Vorteil, wenn es Dir gefallen sollte, gastlich hier zu weilen; zum Schmuck leitete er ferner in Bleirohren das Wasser vom benachbarten Hügel herab und fügte den Weingarten am Schlossberg andere Gärten hinzu: Richard Freiherr von Starhemberg, Herr von Wildberg, Riedeck, Lobenstein und der Grafschaft Schaunberg, Rat Kaiser Rudolf II., im Jahre nach der Geburt des Herren 1609.“

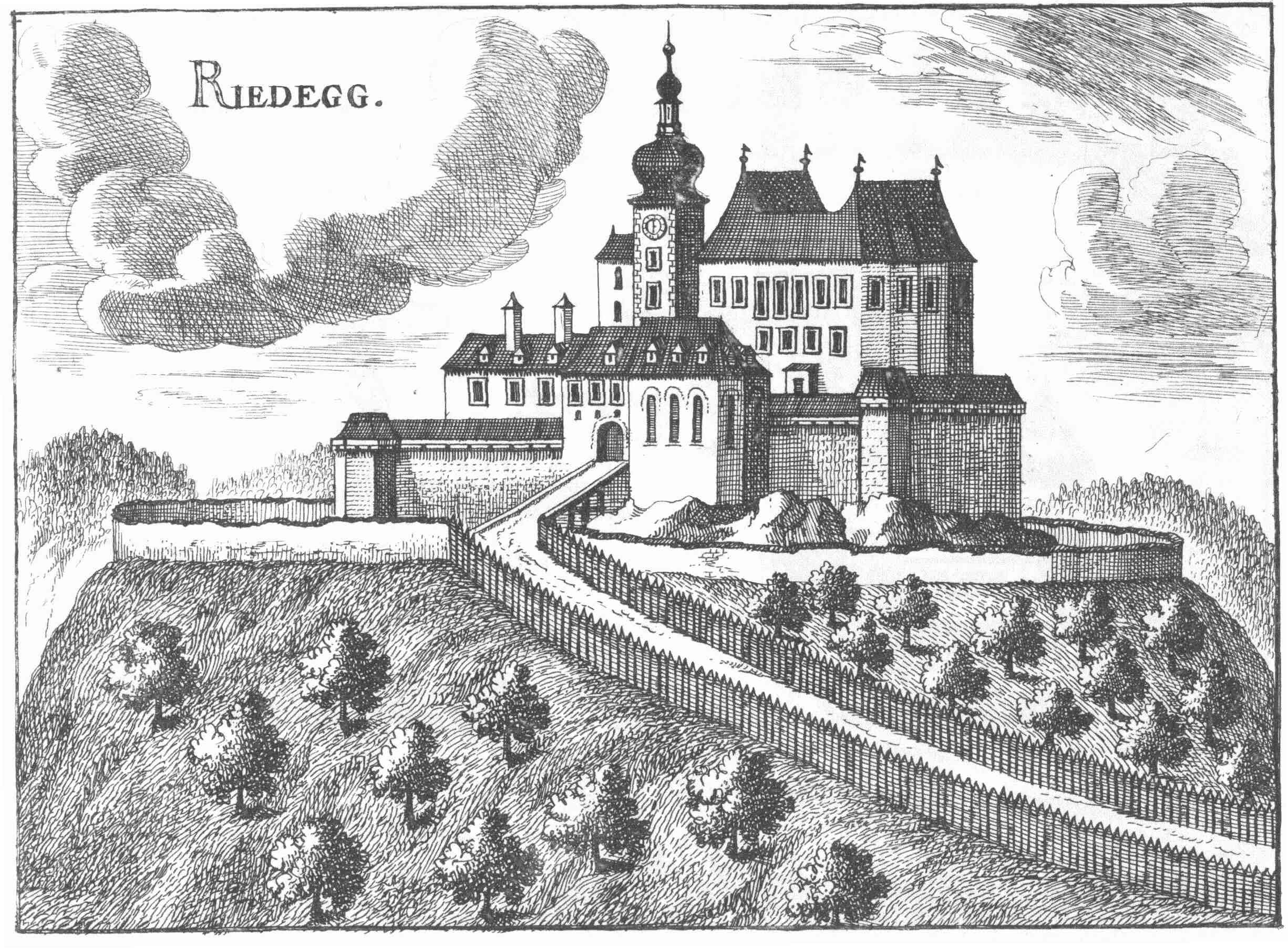
Schloss Riedegg nach einem Stich von Georg Matthäus Vischer von 1674

Um 1750 gehörten mitsamt der Herrschaft Breitenbruck 385 Untertanen zu Riedegg. 1933 verkaufte der Fürst Ernst Rüdiger Starhemberg das Schloss an den Engländer Slater, der es 1936 an die Missionare von Mariannhill verkaufte. Die Missionare errichteten in Riedegg zuerst ein Kloster, dann ein Schulzentrum samt Gymnasium sowie ein afrikanisches Missionsmuseum.
Die Polytechnische Schule Gallneukirchen war noch 2016 im Schloss untergebracht, ehe sie mit Ende des Schuljahrs 2018/2019 in das Schulzentrum Gallneukirchen übersiedelte und 2022 endgültig geschlossen wurde. Zudem befanden sich im Schloss Mietwohnungen.
2015 wurde das Schloss an eine Investorengruppe verkauft. Die Mietverträge der Wohnungen liefen aus, die Mariannhiller Missionare zogen in diese Wohnungen im Neubau, mit Wohnrecht auf Lebenszeit. Die Kapelle, das Afrikamuseum und der Friedhof verblieben im Besitz der Mariannhiller. Ein Therapie- und Ärztezentrum ohne Kassenverträge ist entstanden.

## Baubeschreibung
Das Schloss liegt auf einem Berg, der sich markant aus der umliegenden Ebene erhebt und an drei Seiten von der Großen Gusen umflossen wird. Es ist ein Zweiflügelbau mit einem Innenhof. Die vormalige Zugbrücke ist durch eine Steinbrücke ersetzt worden. Das Schloss verfügt auch über eine Reiterstiege und eine kleine Kapelle, deren zwei Räume mit recht gut erhaltenen Kreuzrippengewölben aus der zweiten Hälfte des 14. Jahrhunderts stammen. Neben dem Schloss befindet sich eine Gartenanlage, die von einer mächtigen Mauer aus Bruchsteinquadern gestützt wird.

Bilder
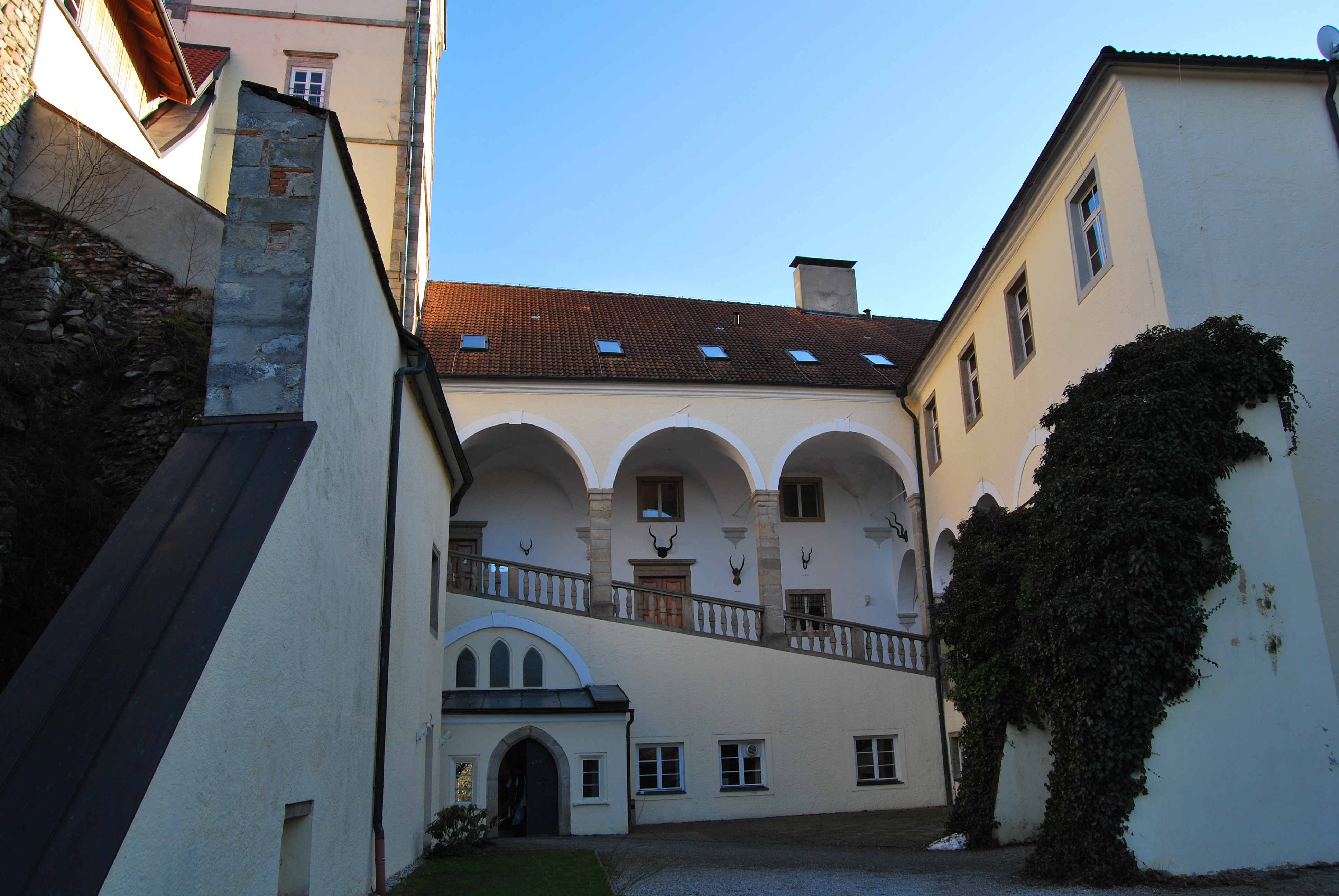
Innenhof
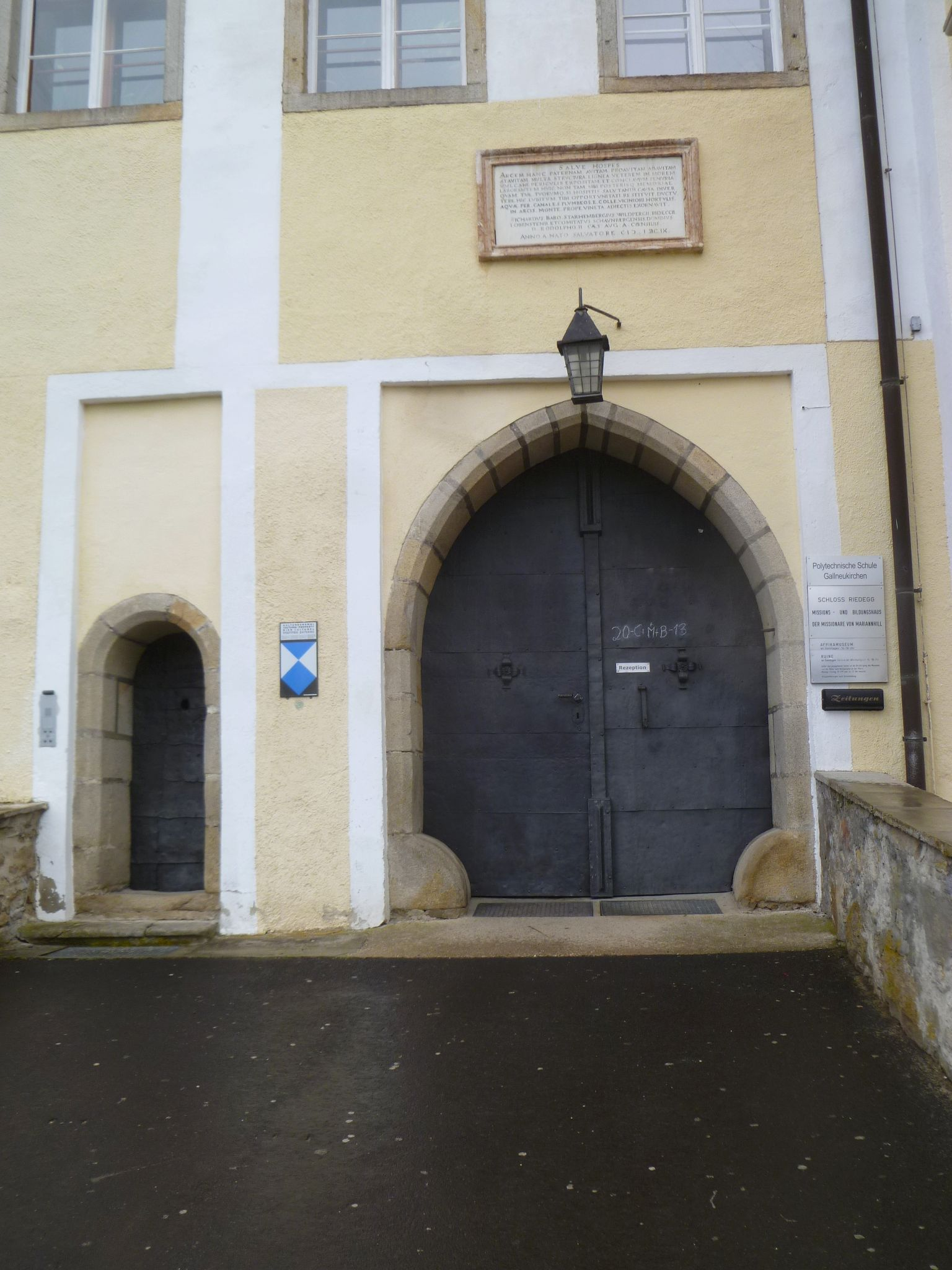
Eingangsportal
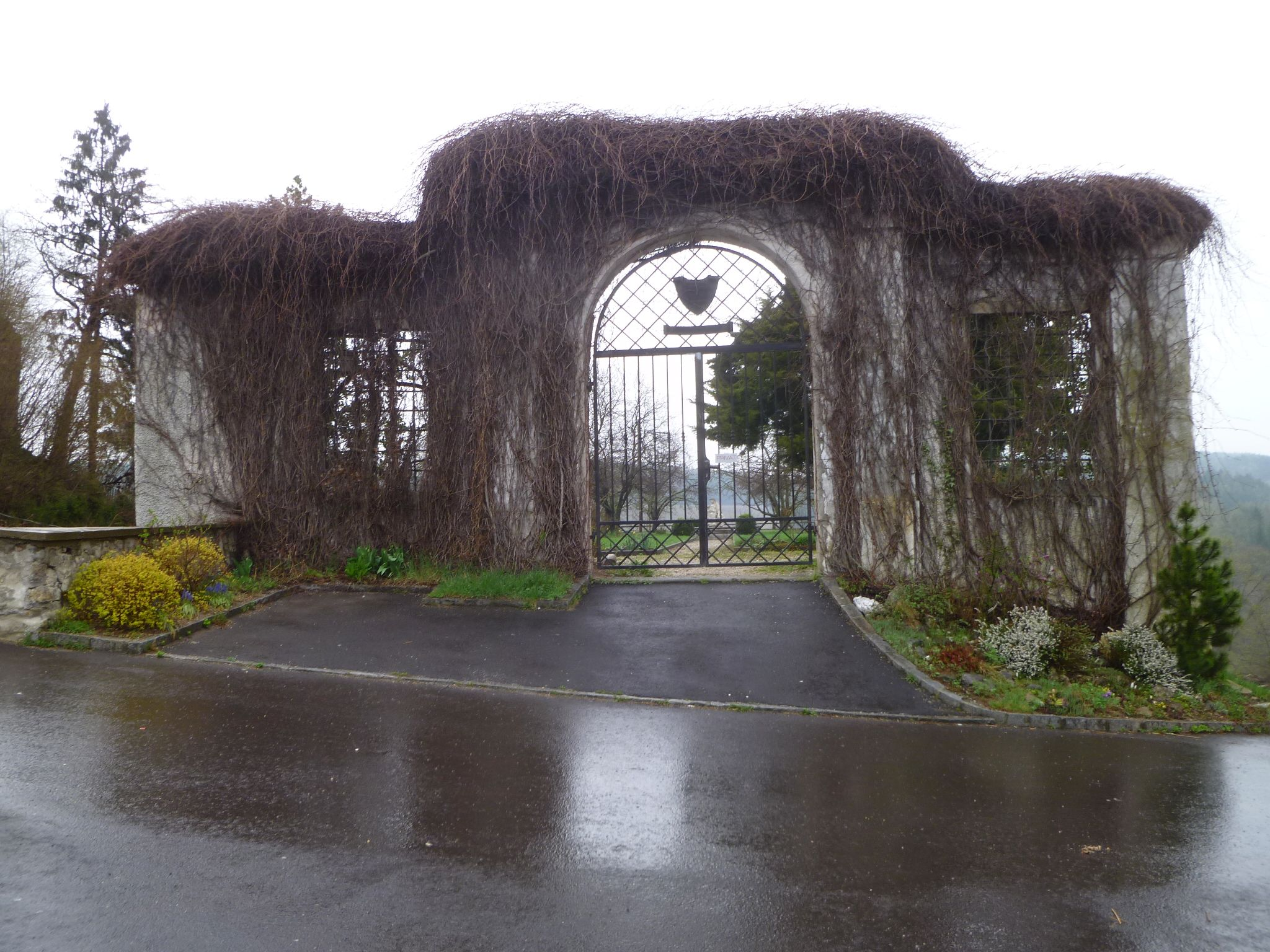
Zugang zum Garten
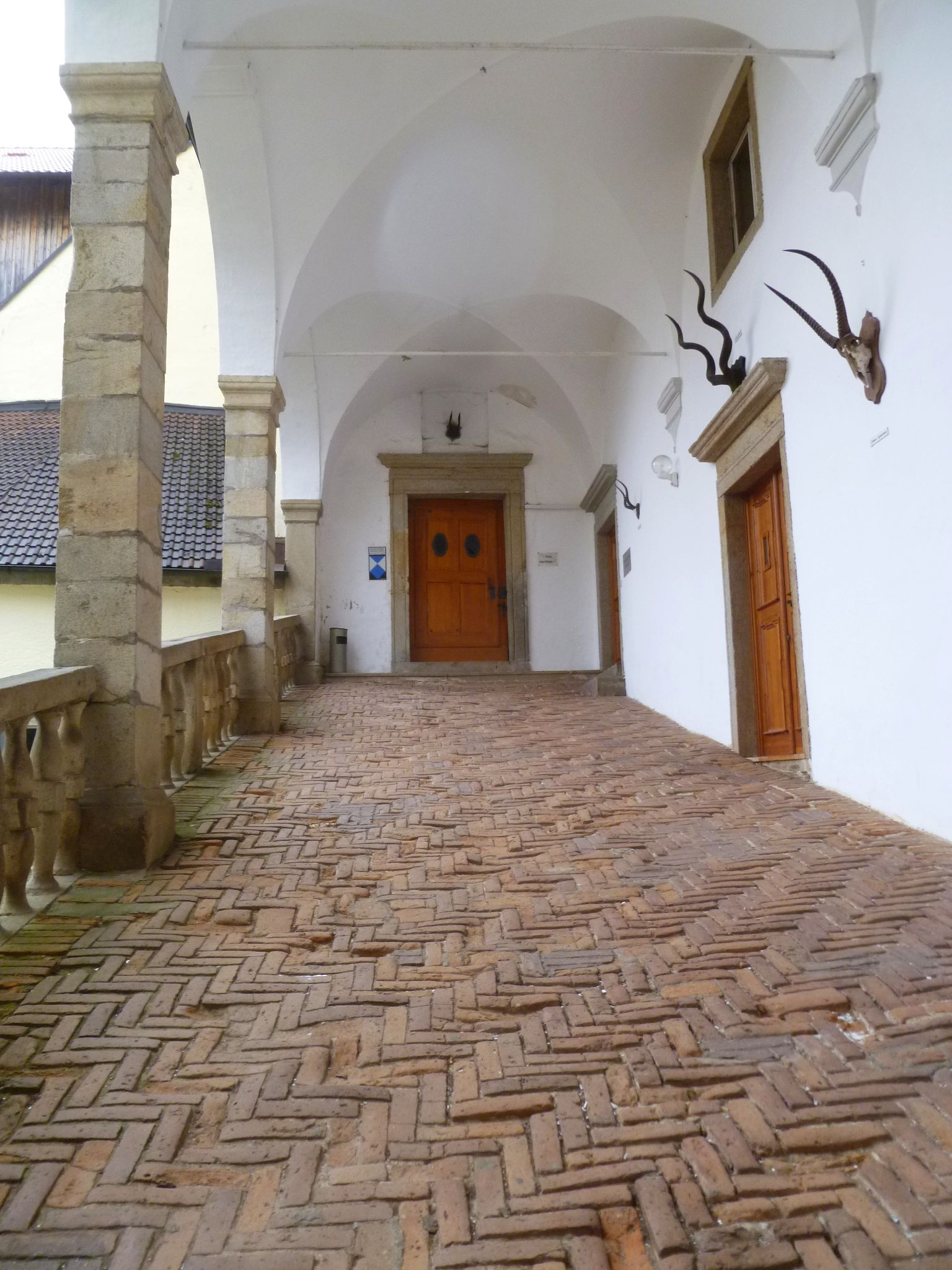
Reitertreppe

## Afrikamuseum
Im Schloss ist seit der Renovierung in den 1970er Jahren ein kleines Afrikamuseum mit einer bemerkenswerten, ethnografischen Sammlung untergebracht. Es ist das einzige Afrikamuseum im Mühlviertel und stellt die Geschichte und Kultur dieses Kontinents dar.
Zu sehen sind ausgestopfte Tiere aus Transvaal und Oranje, Haushaltsgeräte des Zulustammes, Waffen (Speere, Pfeile, Äxte), Schmuck (Armbänder, Ringe, Ohrringe, Ketten) und religiöse Utensilien.